# خوسه دل رامو نونس
خوسه دل رامو نونس (اسپانیایی: José Del Ramo Nunez‎؛ زادهٔ ۲۸ مهٔ ۱۹۶۰) دوچرخه‌سوار اهل اسپانیا است. وی در مسابقات تور دو فرانس شرکت کرده است.